# Ӡ

Darstellung des abchasischen J

Ӡ, ӡ  ist ein Buchstabe des kyrillischen Alphabets und stellt eine Stimmhafte alveolare Affrikate [dz] dar. Verwendet wird dieser Buchstabe nur in der abchasischen Sprache, in dessen Alphabet er der 20. Buchstabe ist.